# Вулиця Коломийська (Львів)
Ву́лиця Коломи́йська — вулиця у Сихівському районі міста Львова, в місцевості Сихів. Починається від проспекту Червоної Калини, прилучаються вулиці Трильовського, Антонича, Садибна. 
Від 1986 року — вулиця Теслюка, на честь галицького комуніста, діяча КПЗУ Михайла Теслюка, сучасна назва — вулиця Коломийська, походить з 1993 року, на згадку про українське місто Коломия.
Забудова вулиці Коломийської — житлова багатоповерхова 1980–1990-х років. Зберігся одноповерховий будинок під № 17, збудований у 1960-х роках.
8 червня 2024 року відкрили мурал військовому та поету Юрію Руфу. Великий портрет захисника з'явився на фасаді будинку на вул. Коломийській, 8.